# Jamiat Ulema-e-Pakistan
Pour les articles homonymes, voir JUP.
La Jamiat Ulema-e-Pakistan ou sous l'acronyme JUP (en ourdou : جميعت علماء پاکستان ; littéralement l'« Assemblée du clergé pakistanais ») est un parti politique religieux pakistanais fondé en 1948 par Shah Ahmad Noorani.
D'orientation barelvie, le parti a été une force islamiste notable durant les années 1970 mais a été largement marginalisé depuis les années 1980.

## Historique

### Débuts

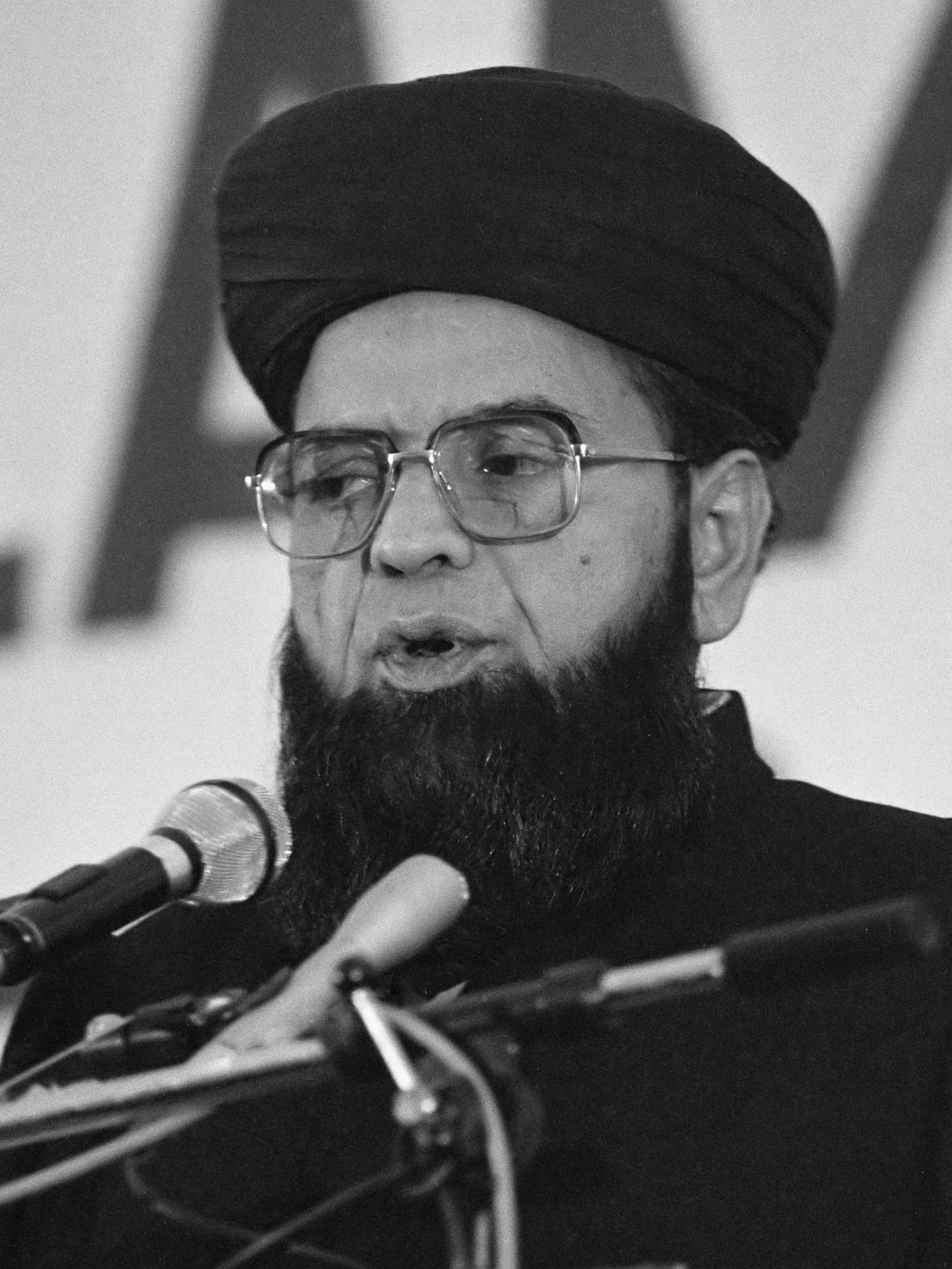
Shah Ahmad Noorani en 1985.

La Jamiat Ulema-e-Pakistan (JUP) est fondée en 1948 par Shah Ahmad Noorani à partir de la All-India Sunni Conference, une organisation religieuse barelvie qui a soutenu la Ligue musulmane et son combat pour la création du pays. Il trouve alors la plupart de ses soutiens dans les zones rurales du Sind et du Pendjab. 
Le parti perce lors des élections législatives de 1970 en réunissant près de 1,2 million de votes, soit 3,9 % de l'électorat et obtient sept députés à l'Assemblée nationale, dont Shah Ahmad Noorani qui préside le groupe. Le parti soutient l'adoption de dispositions islamiques lors des débats pour l'établissement de la Constitution de 1973. Il fait notamment pression afin que soit défini précisément ce qu'est un musulman, notamment le fait de croire en la finitude de la prophétie de Mahomet. Un amendement constitutionnel a cet effet sera ajouté en 1974, permettant d'exclure officiellement les ahmadis de l'islam. 
S'opposant au Premier ministre Zulfikar Ali Bhutto, la JUP joue un rôle central dans la création de l'Alliance nationale pakistanaise, une coalition hétéroclite, pour s'opposer au pouvoir lors des élections législatives de 1977. 

### Marginalisation
Le parti devient marginal après le retour à la démocratie consacré par les élections législatives de 1988. En 2002, il est un membre fondateur de la Muttahida Majlis-e-Amal (MMA), une alliance regroupant cinq partis religieux, au sein de laquelle la JUP est marginale face à la Jamaat-e-Islami et à la Jamiat Ulema-e-Islam, deux partis pro-deobandis. Après la mort de Noorani le 11 décembre 2003, le député de Faisalabad Muhammad Fazal Karim prend la direction de la JUP. 
En 2009, la Jamiat s'oppose aux talibans qui étendent leur contrôle dans le Nord-Ouest du pays et critique les accords de paix de la réglementation Nizam-e-Adl. Il défend par ailleurs la loi interdisant le blasphème et participe à la création du Sunni Ittehad Council en 2009. Illustrant sa marginalisation électorale, le parti ne réunit que 0,15 % des voix lors des élections législatives de 2013. En 2016, le secrétaire-général du parti Shah Ovais Noorani s'oppose à une loi votée par l'Assemblée provinciale du Sind visant à lutter conte les conversions forcées, critiquant la mesure tendant à reconnaitre comme non-valide les conversions à l'islam effectuées avant 18 ans.